# ربکا دمپستر
ربکا دمپستر (انگلیسی: Rebecca Dempster؛ زادهٔ ۱۰ فوریهٔ ۱۹۹۱) بازیکن فوتبال اهل بریتانیا است.
وی همچنین در تیم‌های ملی فوتبال Scotland women's national under-17 football team, Scotland women's national under-19 football team، و زنان اسکاتلند بازی کرده‌است.